# Marcelino Oreja
Marcelino Oreja Aguirre (Madrid, 13 februari 1935) is een politicus en diplomaat van Spaanse afkomst. Hij is aangesloten bij de partij Partido Popular.

## Biografie
In 1962 kreeg Oreja Aguirre een aanstelling op het Ministerie van Buitenlandse Zaken van Spanje. Gedurende acht jaar was hij werkzaam op het ministerie. Tussen 1970 en 1974 was Oreja Aguirre directeur internationale betrekkingen bij de Spaanse Staatsbank. Vervolgens was hij tussen 1974 en 1976 werkzaam als onderstaatssecretaris van Toerisme en Voorlichting (1974-75) en Buitenlandse Zaken (1975-76). Bij het aantreden van het kabinet van Adolfo Suárez in 1976 werd Oreja Aguirre benoemd tot Minister van Buitenlandse Zaken. Als minister was hij verantwoordelijk voor de toetreding van Spanje tot de Raad van Europa. In 1980 werd Oreja Aguirre vervangen als minister van Buitenlandse Zaken.
Tussen 1984 en 1989 was Oreja Aguirre secretaris-generaal van de Raad van Europa. Bij de Europese parlementsverkiezingen van 1989 werd hij gekozen voor het Europees Parlement. Oreja Aguirre bleef parlementslid tot en met zijn aanstelling als de Spaanse afgevaardigde bij de Europese Commissie in 1994. Hij volgde Abel Matutes op. Oreja Aguirre bleef Eurocommissaris tot september 1999.
 Martin Bangemann ·  Ritt Bjerregaard ·  Emma Bonino ·  Leon Brittan ·  Hans van den Broek ·  Édith Cresson ·  João de Deus Pinheiro ·  Franz Fischler ·  Pádraig Flynn ·  Anita Gradin ·  Neil Kinnock ·  Erkki Liikanen ·  Manuel Marín ·  Karel Van Miert ·  Mario Monti ·  Marcelino Oreja ·  Christos Papoutsis ·  Jacques Santer ·  Yves Thibault de Silguy ·  Monika Wulf-Mathies
 Martin Bangemann ·  Leon Brittan ·  Hans van den Broek ·  Henning Christophersen ·  Jacques Delors ·  João de Deus Pinheiro ·  Pádraig Flynn ·  Manuel Marín ·  Abel Matutes* ·  Karel Van Miert ·  Bruce Millan ·  Marcelino Oreja ·  Ioannis Paleokrassas ·  Antonio Ruberti ·  Peter Schmidhuber ·  Christiane Scrivener ·  René Steichen ·  Raniero Vanni d'Archirafi
 * afgetreden 
- Bibsys: 90520438
- Biblioteca Nacional de España: XX1006603
- Bibliothèque nationale de France: cb12059823h (data)
- Catàleg d'autoritats de noms i títols de Catalunya: 981058519614906706
- CiNii: DA11285004
- Gemeinsame Normdatei: 123072247
- International Standard Name Identifier: 0000 0001 2148 5228
- Library of Congress Control Number: n88056171
- Nationale Bibliotheek van Tsjechië: jn19992000820
- Nationale Bibliotheek van Polen: a0000001615655
- Nederlandse Thesaurus van Auteursnamen: 149379781
- Parlement.com: vi2jn0dnwjrn
- Réseau des bibliothèques de Suisse occidentale: 02-A003657850
- Système universitaire de documentation: 028847601
- Virtual International Authority File: 115987355
- WorldCat: E39PBJrcfQJrYGFdx9TQVdwHmd